# Ameijenda (Cee)
Ameijenda o Santiago de Ameijenda (llamada oficialmente Santiago da Ameixenda) es una parroquia del municipio de Cee, en la provincia de La Coruña, España.

## Entidades de población
Entidades de población que forman parte de la parroquia:
- Caneliñas
- Castillo del Príncipe (Castelo do Príncipe)
- Gures
- La Iglesia (A Igrexa)
- Lamas (As Lamas)

## Demografía
| Gráfica de evolución demográfica de Ameijenda entre 2000 y 2018 |
|                                                                 |
| Datos según el nomenclátor publicado por el INE.                |